# Дигамбары

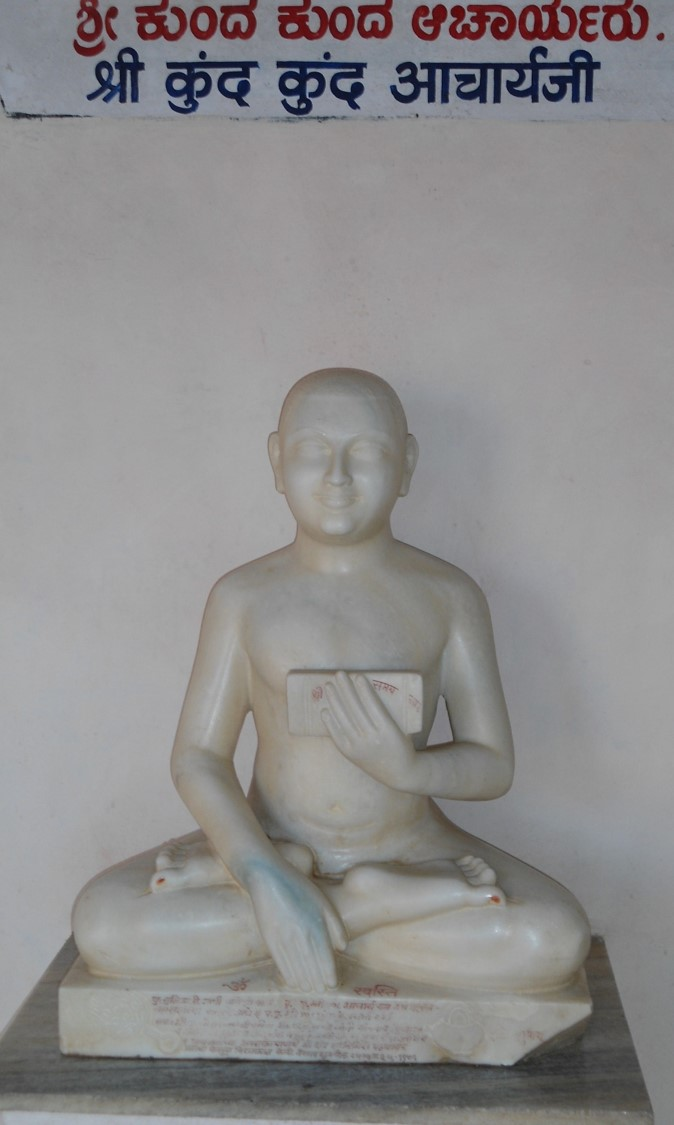

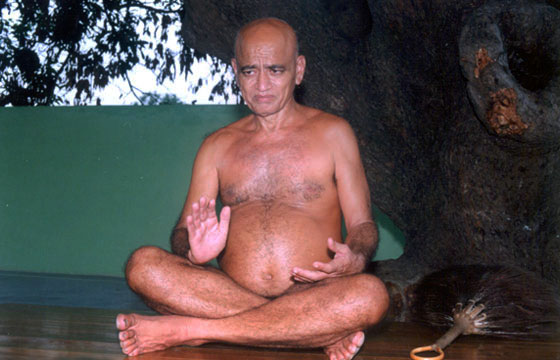
Ачарья Видьясагар, знаменитый монах-диганбар

Дигамбары (деванагари : दिगंबर, «одетые в небо»; «имеющие воздух своим одеянием», «одетые в пространство», то есть нагие) — одна из двух основных сект джайнизма нагих и нищих аскетов (представители другой секты называются шветамбары, «носящие белые одежды»). Оба толка различаются в догматах и имеют совершенно разные литературы.
Дигамбары придерживаются аскетичного стиля поведения. По примеру Махавиры монахи-дигамбары не носят никакой одежды, имея с собой только традиционную метёлку (чамара) и сосуд для питья. В конце XIX века уже не ходили нагими, а носили цветные одежды, ограничиваясь тем, что сбрасывали их во время трапезы, предлагаемой им их учениками.
Они не признают за женщинами возможности достижения мокши и не принимают их в монашеские ордена. С их точки зрения, изначальный канон джайнов утрачен и существует лишь позднейшее его изложение. При обряде посвящения в монахи дигамбары подвергают кандидата мучительной процедуре выщипывания волос.
Прямым путём достижения мокши они считают добровольное самоумерщвление посредством голодания (саллекхана). В октябре 1987 года таким образом ушёл из жизни глава дигамбаров Бадри Прасад Махарадж.